# STS-42
STS-42 — 45-й політ за програмою «Спейс Шаттл», 14-й політ шатлу «Діскавері». У ході польоту було проведено ряд експериментів у космічній лабораторії «Спейслаб».

## Екіпаж
- (НАСА): Роналд Джон Грейб (3)[1] — командир.
- (НАСА): Стівен Скот Освальд (1) — пілот.
- (НАСА): Норман Ерл Тагард (4) — фахівець польоту-1.
- (НАСА): Вільям Френсіс Редді (1) — фахівець польоту-2.
- (НАСА): Девід Карл Гілмерс (4) — фахівець польоту-3.
- (КАА): Роберта Лінн Бондар (1) — фахівець із вантажу-1.
- (ЄКА): Ульф Дітріх Мербольд (2) — фахівець із вантажу-2;

Уперше з 1985 року до екіпажу Спейс Шаттлу увійшли двоє іноземців: канадка Роберта Бондар і німець Ульф Мербольд. Роберта Бондар стала першою канадською жінкою-космонавтом.
Міжнародний екіпаж був поділений на «червону» і «синю» команди для проведення експериментів з адаптації нервової системи людини до умов невагомості.

### Розміщення екіпажу
| Сидіння | Запуск   | Посадка  | Місця 1—4 знаходяться на Польотній палубі. Місця 5—7 знаходяться на середній палубі. |
| 1       | Грейб    | Грейб    | Місця 1—4 знаходяться на Польотній палубі. Місця 5—7 знаходяться на середній палубі. |
| 2       | Освальд  | Освальд  | Місця 1—4 знаходяться на Польотній палубі. Місця 5—7 знаходяться на середній палубі. |
| 3       | Тагард   | Хілмерс  | Місця 1—4 знаходяться на Польотній палубі. Місця 5—7 знаходяться на середній палубі. |
| 4       | Редді    | Редді    | Місця 1—4 знаходяться на Польотній палубі. Місця 5—7 знаходяться на середній палубі. |
| 5       | Хілмерс  | Тагард   | Місця 1—4 знаходяться на Польотній палубі. Місця 5—7 знаходяться на середній палубі. |
| 6       | Бондар   | Бондар   | Місця 1—4 знаходяться на Польотній палубі. Місця 5—7 знаходяться на середній палубі. |
| 7       | Мербольд | Мербольд | Місця 1—4 знаходяться на Польотній палубі. Місця 5—7 знаходяться на середній палубі. |

#### Нотатки екіпажу
До складу екіпажу STS-42 входили перший астронавт Західної Німеччини Ульф Д. Мербольд, який здійснював свій другий космічний політ, і перша жінка-астронавт Канади Роберта Л. Бондар. Для цілодобового спостереження за експериментами астронавтів розділили на червону та синю команди. Мері Л. Клів спочатку була обрана на посаду третього спеціаліста для цієї місії, але сама відмовилася з особистих причин. Її замінив Менлі Ланьє «Сонні» Картер молодший, який загинув за 7 місяців до запуску в авіакатастрофі. На його місце було обрано Девіда Хілмерса.

## Основні моменти місії
STS-42 був запущений 22 січня 1992 року о 9:52:33 за східним часом. Запуск відклали на годину через погодні умови. Стартова маса становила 110 403 кг.
Шаттл Діскавері вивів на орбіту Міжнародну лабораторію мікрогравітації-1 (IML-1), герметичний модуль Spacelab з екіпажем, щоб поглиблено досліджувати складний вплив невагомості на живі організми та обробку матеріалів. Біологічні експерименти включали перевірку адаптації астронавтів до невагомості, дослідження змін у вестибулярному апараті, перевірку роботи зору і слуху, які піддаються впливу космічного випромінювання. Міжнародна команда, поділена на червону та синю команди, проводила експерименти щодо адаптації нервової системи людини до низької гравітації та впливу мікрогравітації на інші форми життя, такі як яйця креветок, саджанці сочевиці, яйця плодових мух і бактерії . Експерименти з обробки матеріалів із низькою гравітацією включали вирощування кристалів із різних речовин, таких як ферменти, ртуть, йод і вірус. Серед іншого вантажу було 10 каністр Get Away Special (GAS), кілька багажів на середній палубі, два експерименти Shuttle Student Involvement Program (SSIP) і ультрафіолетовий телескоп Endeavour, розроблений Австралією. Багаж на середній палубі включало гелеутворення SOLS: прикладне дослідження мікрогравітації (GOSAMR), дослідження обробки полімерних мембран (IPMP) та експеримент з радіаційного моніторингу (RME-III).
Місія приземлилася 30 січня 1992 року, 8:07:17 ранку за тихоокеанським стандартним часом, злітно-посадкова смуга 22, авіабаза Едвардс, Каліфорнія, після того, як її продовжили на один день для продовження наукових експериментів. Дальність викочування становила 2 990 км. Орбітальний апарат повернувся в Космічний центр Кеннеді 16 лютого 1992 року. Посадкова маса становила 98 890 кг.

## Емблема місії
Чотири зірки в нижньому синьому полі та дві зірки у верхньому синьому полі символізують цифрове позначення польоту в послідовності місії космічної транспортної системи. Одна золота зірка над горизонтом справа на честь астронавта Менлі Ланьє «Сонні» Картера-молодшого, який загинув у катастрофі рейсу 2311 авіакомпанії Atlantic Southeast Airlines у Брансвіку, штат Джорджія, перебуваючи на борту комерційного літака для НАСА. Спочатку Картер був призначений спеціалістом місії на STS-42 на момент його смерті.

## Галерея

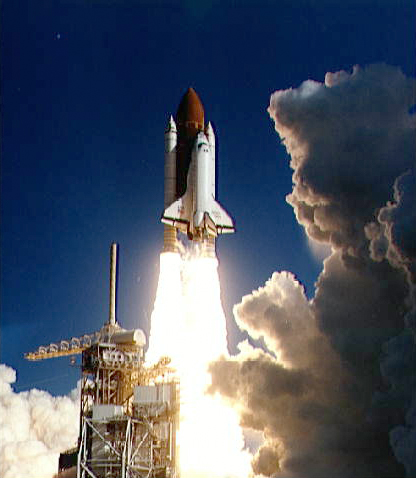
Старт човника «Діскавері»
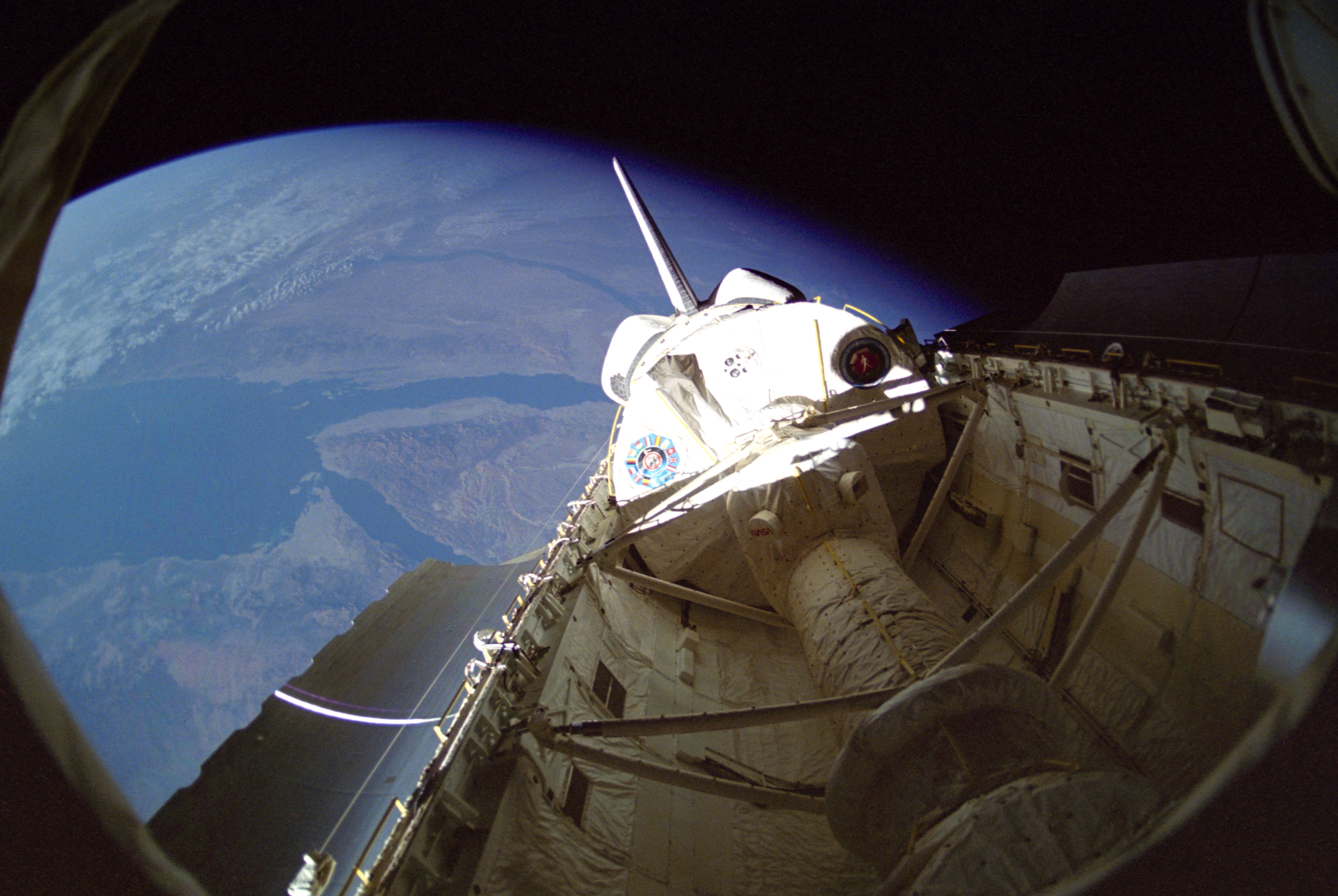
«Спейслеб» у вантажному відсіку «Діскавері»
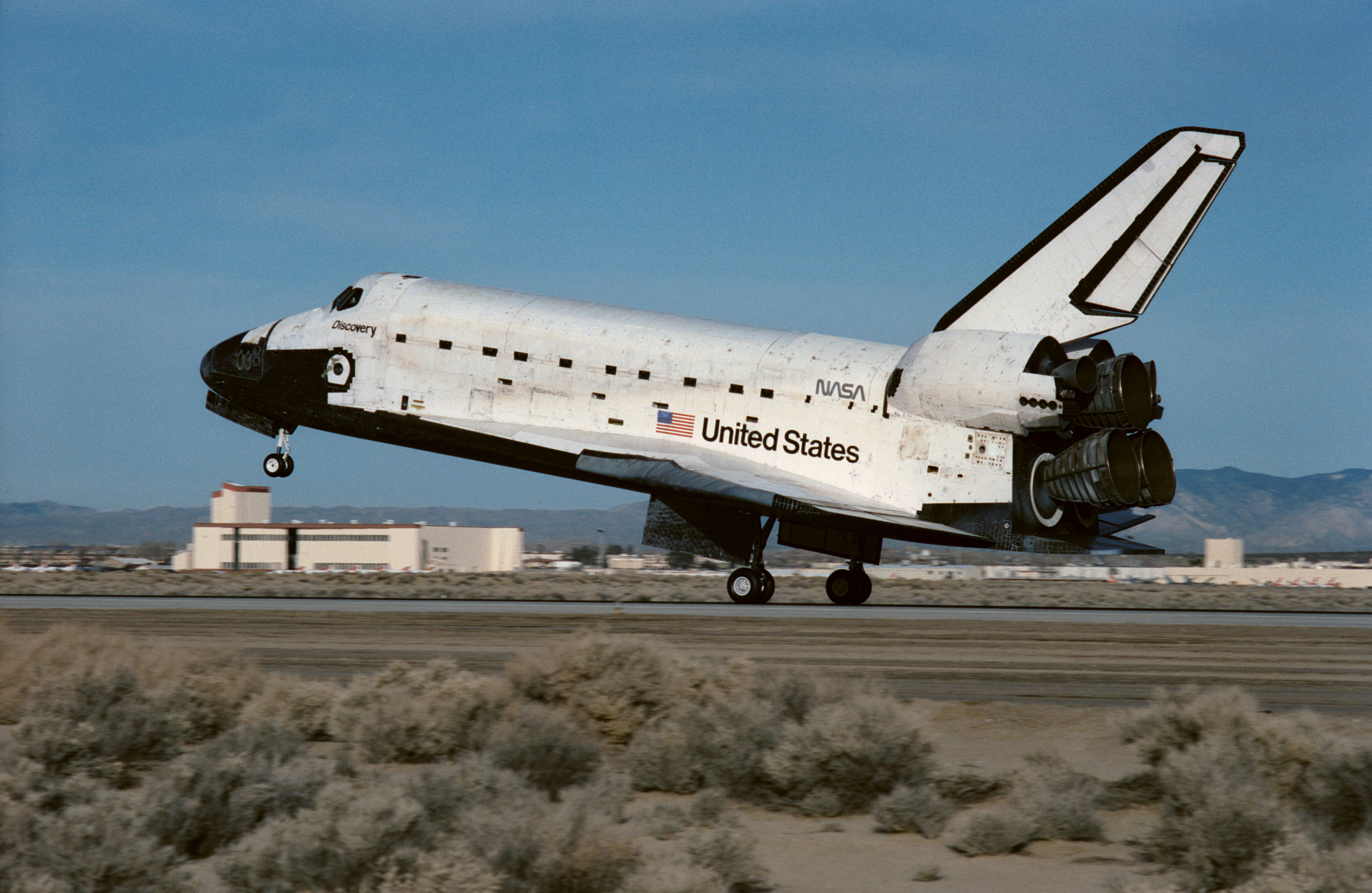
Закінчення місії STS-42: посадка шаттла на авіабазі Едвардс